# Santa Maria degli Angeli a Balduina
Santa Maria degli Angeli a Balduina var en kyrkobyggnad i Rom, helgad åt Jungfru Maria och särskilt åt hennes roll som ”Änglarnas drottning”. Kyrkan var belägen vid Via Lattanzio i området Balduina i quartiere Trionfale och tillhörde församlingen Santa Paola Romana.

## Historia
År 1936 grundade kongregationen ett litet kloster samt en skola för fattiga barn.
Kyrkan uppfördes åren 1964–1966 för Sœurs de l'Enfant Jésus, en kongregation grundad av Nicholas Barré (1621–1686; saligförklarad 1999). Kyrkan konsekrerades den 16 mars 1966 av kardinalvikarie Luigi Traglia. 
Förutom ett kors i smidesjärn uppvisade inte kyrkans fasad någon särskild dekoration. I absiden fanns en mosaik med Jungfru Maria med Jesusbarnet och änglar.
På grund av bristen på ordenskallelser samt logistiska skäl valde kongregationen att lämna Rom år 2010. Det bestämdes att kyrkan, klosterbyggnaden och skolan skulle rivas för att ge plats åt bostadshus. Rivningen ägde rum i slutet av år 2017.

### Webbkällor
- ”Cappella dell'Istituto Santa Maria degli Angeli” (på italienska). info.roma.it. Arkiverad från originalet den 2 december 2019. https://archive.today/20191202151218/https://www.info.roma.it/monumenti_dettaglio.asp?ID_schede=3824. Läst 2 december 2019.
- ”Santa Maria degli Angeli, via alla demolizione: addio a un pezzo di storia del quartiere” (på italienska). Roma Today. 31 oktober 2017. Arkiverad från originalet den 2 december 2019. https://archive.today/20191202151917/http://montemario.romatoday.it/balduina/santa-maria-degli-angeli-demolizione.html. Läst 2 december 2019.